# Semih Kılıçsoy
Semih Kılıçsoy (Gaziosmanpaşa, Istanbul, Turkije, 15 augustus 2005) is een Turkse voetballer die doorgaans als aanvaller speelt. Kılıçsoy maakte in 2024 zijn debuut voor het Turks voetbalelftal.

## Clubcarrière
Semih stroomde in 2023 door vanuit de jeugdopleiding van Beşiktaş naar het eerste elftal.

## Interlandcarrière
Na 10 doelpunten in zijn eerste volledige seizoen in het seniorenvoetbal, werd Kılıçsoy op 15 maart 2024 opgeroepen voor het Turks voetbalelftal voor de oefenwedstrijden tegen Hongarije en Oostenrijk in voorbereiding op het EK dat jaar. Nog geen week later werd echter bekendgemaakt dat hij, samen met Ajacied Ahmetcan Kaplan alsnog werden opgeroepen voor het onder 21-team, die de spelers nodig zou hebben voor kwalificatie voor het EK onder 21 in 2025. Hij wist vervolgens in zowel zijn debuut als in zijn tweede wedstrijd het net te vinden.
Kılıçsoy werd wederom opgeroepen voor de voorselectie voor het EK 2024. Op 4 juni 2024 mocht hij dan toch zijn langverwachte debuut maken. In de 82e minuut viel hij in tijdens een oefenwedstrijd tegen Italië. Hij werd uiteindelijk opgenomen in de definitieve selectie van Turkije voor het EK van 2024, waar hij na Lamine Yamal, Warren Zaïre-Emery en Leo Sauer de jongste speler was.
Op 6 juli 2024 maakte hij zijn EK-debuut. Hij mocht invallen in de 88e minuut tegen Nederland, dat op dat moment 2-1 voorstond. Ondanks enkele doelpogingen, mocht het niet baten en werd Turkije uitgeschakeld in de kwartfinale.

## Erelijst
| Competitie          |       |         |
| Aantal              | Jaren |         |
| Beşiktaş            |       |         |
| Turkse voetbalbeker | 1x    | 2023/24 |
| Turkse supercup     | 1x    | 2024    |